# Hovslätts IK
Hovslätts IK, bildad 1929, idrottsförening från orten Hovslätt i Jönköpings kommun i Sverige. Föreningen utövar fotboll, innebandy och friidrott. 2011 spelade klubben i Division 3 i fotboll för herrar men återfinns numera i Division 4. Herr A laget i innebandy gick upp till ssl inför säsongen 2025/26.